# اوتو بینزوانگر
اوتو لودویگ بینزوانگر (آلمانی: Otto Binswanger؛ ‏ ‎/ˈbɪnzwæŋər/‎؛ ‏ آلمانی: [ˈbɪsvaŋɐ]؛ ‏ ۱۴ اکتبر ۱۸۵۲ – ۱۵ ژوئیهٔ ۱۹۲۹) روان‌پزشک، روان‌شناس، متخصص اعصاب و استاد دانشگاه اهل سوئیس بود. وی عموی لودویگ بینزوانگر روان‌پزشک سوئیسی بود که از پیشگامان درمان وجودی محسوب می‌شود.
وی در رشتهٔ پزشکی در دانشگاه هایدلبرگ، دانشگاه استراسبورگ و دانشگاه زوریخ تحصیل کرد و در دوران ریاست کارل فریدریش اتو وستفال پزشک ارشد کاینیک اعصاب و روانپزشکی بیمارستان شاریته شد. او از سال ۱۸۸۲ تا ۱۹۱۹ استاد رشتهٔ روانپزشکی دانشگاه ینا بود و شاگردانی چون تئودور تسیهن و هانس برگر را تربیت کرد و در سال ۱۹۱۱ رئیس دانشگاه شد.
او بیش از ۱۰۰ مقاله علمی نگاشته‌است که بیشتر در زمینهٔ صرع و هیستری است. درسنامهٔ او دربارهٔ صرع که در سال ۱۸۹۹ منتشر شد، کتاب مرجع این بیماری در رشتهٔ پزشکی شد.
او در سال ۱۸۹۴ اختلالی را به نام «انسفالیت مزمن تحت‌قشری پیشرونده» را تشریح کرد که بعدها بیماری بینزوانگر نام گرفت. از بیماران مشهور او می‌توان به فریدریش نیچه، هانس فالادا و یوهانس بشر اشاره کرد.